# Distretto di Breña
Il distretto di Breña (spagnolo: Distrito de Breña) è un distretto del Perù che appartiene geograficamente e politicamente alla provincia e dipartimento di Lima.